# Председништво АВНОЈ-а
Председништво АВНОЈ-а било је орган Антифашистичког већа народног ослобођења Југославије (АВНОЈ), од 1943. до 1945. године. Формирано је на Другом заседању АВНОЈ, када је заменило дотадашњи Извршни одбор АВНОЈ-а, а на Трећем заседању АВНОЈ, када је АВНОЈ прерастао у Привремену народну скупштину, оно је постало Председништво Привремене народне скупштине. 
Председништво је представљало „малу скупштину“, с обзиром да се због ратних услова АВНОЈ није могао редовно састајати. Пошто је произилазило из АВНОЈ-а њему је и одговарало за рад, подносећи му одлуке на потврду. Председништво је именовало Национални комитет ослобођења Југославије (НКОЈ) и привремено је вршило неке функције, које би припадале шефу државе. 
Председништво изабрано 29. новембра 1943. на Другом заседању АВНОЈ, у Јајцу, имало је 55 чланова, а на његовом челу налазио се председник Иван Рибар. Потпредседници су били Моша Пијаде, Антун Аугустинчић, Јосип Рус, Димитар Влахов и Марко Вујачић, а секретари Родољуб Чолаковић и Радоња Голубовић. На Трећем заседању АВНОЈ, одржаном од 7. до 10. августа 1945. у Београду, изабрано је 9. августа ново Председништво АВНОЈ-а, које је имало 69 чланова, а на чијем је челу и даље био Иван Рибар. Потпредсеници су били Моша Пијаде, Марко Вујачић, Димитар Влахов, Јосип Рус, Филип Лакуш и Авдо Хумо, а секретари Миле Перуничић и Омер Глухић. Последњег дана заседања АВНОЈ је прерастао у Привремену народну скупштину, а Председништво АВНОЈ у његово Председништво. Конституисањем Уставотворне скупштине ДФЈ, 29. новембра 1945. формиран је њен Президијум, који је након доношења Устава ФНРЈ 31. јануара 1946. постао Президијум Народне скупштине ФНРЈ.

## Историјат
Друго заседање АВНОЈ-а, одржано 29. и 30. новембра 1943. у Јајцу, означило је нову етапу у политичком развоју Народноослободилачке борбе. Антифашистичко веће народног ослобођења Југославије (АВНОЈ), које је представљао скупштину Нове Југославије, поставило је на овом заседању њену уставну основу и добило врховне органе власти на челу са Председништвом АВНОЈ-а и Националним комитетом ослобођења Југославије (НКОЈ), који је представљао извршни орган скупштине (влада). У Деклерацији Другог заседања АВНОЈ-а усвојеној на почетку заседања, између осталог одлучено је:
| „ | да се Антифашистичко веће народног ослобођења Југославије конституише у врховно законодавно и извршно тело Југославије, као врховни представник суверенитета народа и државе Југославије као целине и да се успостави Национални комитет ослобођења Југославије као орган, са свим обележјима народне владе, преко кога ће Антифашистичко веће народног ослобођења Југославије остваривати своју извршну функцију. | ” |

Након конституисања АВНОЈ-а у врховно законодавно и извршно представничко тело Нове Југославије, он је исте вечери донео Одлуку о врховном законодавном и извршном народном представничком телу Југославије и Националном комитету ослобођења Југославије као привременим органима врховне власти у Југославији за време народноослободилачког рата, чијим су тачкама 3, 4, 5, 6, 7 и 8. дефинисани органи АВНОЈ-а — његово Председништво и НКОЈ:
| „ | 3. Антифашистичко веће народног ослобођења Југославије бира своје Председништво које се састоји од председника, пет потпредседника, два секретара и најмање 40 чланова. 4. Председништво Антифашистичког већа народног ослобођења Југославије представник је, у име Већа, народног и државног суверенитета Југославије и врши све његове функције, законодавне и извршне, а у времену између заседања Већа, коме одговара за свој рад. 5. Председништво Антифашистичког већа народног ослобођења Југославије именује Национални комитет ослобођења Југославије. | ” |

Пошто је у ратним условима, неометани рад АВНОЈ-а као привремене скупштине био немогућ, одлучено је да се формира Председништво АВНОЈ-а као ужи орган, који ће у име АВНОЈ-а вршити његове функције, између два заседања. Председништво АВНОЈ-а изабрано на Другом заседању сачињали су — председник Иван Рибар; потпредседници: Антун Аугустинчић, Марко Вујачић, Димитар Влахов и Моша Пијаде; секретари: Радоња Голубовић и Родољуб Чолаковић, као и 55 чланова. Прва седница Председништва одржана је у раним јутарњим часовима 30. новембра 1943. и на њој су — именовани чланови Националног комитета ослобођења Југославије и донете одлуке о образовању Државне комисије за утврђивање злочина окупатора и њихових помагача и о прикључењу Словеначког приморја, Бенешке Словеније, Истре и хрватских јадранских отока Југославији. Три дана касније, у Јајцу је 3. децембра 1943. одржана и прва заједничка седница НКОЈ-а и Председништва АВНОЈ-а. У току децембра 1943. израђен је нацрт Статута АВНОЈ-а који је детаљније дефинисао дужности Председништва (Президијума). У току рата Председништво је функционисало у ужем саставу, сачињеном од председника, потпредседника и секретара, као и оних чланова који су се налазили у њиховој близини.

## Ратни пут Председништва
Убрзо по завршетку заседања АВНОЈ-а, започела је Шеста непријатељска офанзива, па је почетком децембра 1943. донета одлука да део чланова Председништва АВНОЈ-а и НКОЈ привремено пређе на планину Влашић. У овој групи, између осталих, били су — Иван Рибар, Моша Пијаде, Родољуб Чолаковић, Јосип Рус, Марко Вујачић, Едвард Кардељ, Влада Зечевић и др. Како је непријатељска офанзива све више узимала маха, одлучено је да Председништво АВНОЈ-а пређе на слободну територију Хрватске и Словеније и тамо ради на успостављању и учвршћивању народне власти. Преко Влашића, Гламочког поља, Дрвара и Лике, стигли су половином јануара 1944. у Горски котар, где су се повезали са Францом Розманом, командантом Главног штаба Словеније. Потом су боравили у Кочевју, центру слободне територије у Словенији, где су се налазили: Извршни одбор Ослободилачког фронта, ЦК КП Словеније и Главни штаб. Овде су присуствовали Првом заседању СНОО, одржаном 19. фебруара 1944. у Чрномељу, а потом су преко Жумберка, Покупља и Баније, средином марта 1944. дошли у ослобођени Дрвар, где је тада боравио Врховни штаб.
Aприла 1944. део чланова Председништва, са председником Иваном Рибаром и потпредседником Марком Вујачићем, отишао је у најпре у Слуњ, а потом у Топуско, где су  почетком маја 1944. присуствовали Трећем заседању ЗАВНОХ-а. Због немачког десанта на Дрвар,  25. маја 1944, они су на слободној територији Хрватске, остали до почетка јула 1944. када су совјетским авионом, пребачени у Бари, а одатле на Вис, где се тада налазио Врховни штаб и ЦК КПЈ. На Вису се у лето 1944. окупио ужи састав чланова Председништва — председник Иван Рибар, потпредседници Марко Вујачић и Моша Пијаде, секретар Родољуб Чолаковић, као и неколико чланова. Овде је председник Рибар учествовао у разговорима са представницима Владе Краљевине Југославије у егзилу, са којима је претходно потписан Вишки споразум.
Половином октобра 1944, део чланова Председништва АВНОЈ-а, заједно са делом чланова Врховног штаба и НКОЈ-а, пребацио се у Бари, а одатле авионом на ослобођену територију западне Србије. Боравили су у Ваљеву и Аранђеловцу, а крајем октобра су дошли је у ослобођени Београд, где се Председништво АВНОЈ-а сместило у зграду Народне скупштине. Овде је 19. новембра одржана прва седница Председништва АВНОЈ-а у слободном Београду.

## Делокруг деловања
Нацрт Статута АВНОЈ-а, који је децембра 1943. израдио Моша Пијаде, дефинисао је дужности и пословање АВНОЈ-а и његовог Председништва. Иако већници АВНОЈ-а никада нису разматрали или усвојили овај нацрт Статут он даје детаљније дужности Председништва, према којима:
- Председништво АВНОЈ-а бира се на пуном заседању АВНОЈ-а и састоји се од председника, шест потпредседника (заменика председника) и два секретара и најмање 40 чланова
- Председништво АВНОЈ-а одговара за свој рад пуном заседању АВНОЈ-а
- Председништво, у времену између два заседања, врши све функције АВНОЈ-а наведене у члану 4 Статута АВНОЈ-а (изузев потврђивања или укидања одлука које доноси Председништво, као и избора Председништва), у које спада:
  - доношење одлука са законском снагаом за Југославију као целину
  - укидање одлука, решења ил наредаба земаљских већа или њихових извршних органа  у случају да неодговарају духу одлука донетих за целу државну заједницу
  - питања рата и мира
  - ратификација уговора са другим државама
  - регулисање односа и решавање спорова између појединих савезних земаља и аутономних покрајина и регулисање односа и решавање спорова њихових земаљских органа власти према врховним органима власти Југославије
  - вршење права амнестије и помиловања у оквиру целе државе
- Поред вршења функција АВНОЈ-а, у времену између два заседања, Председништво је врши и следеће функције:
  - представља АВНОЈ према вани
  - сазива и отвара заседања АВНОЈ-а, руководи његовим радом, спрема дневни ред за заседање, спроводи закључке АВНОЈ-а Националном комитету ослобођења
  - распушта АВНОЈ и расписује нове изборе
  - именује Национални комитет ослобођења Југославије
  - додељује одликовања и почасти
  - поставља и опозива опуномоћене представнике при страним државама
  - прима акредитивна и опозивна писма представника стране државе
  - спроводи општенародни референдум по својој иницијативи или на предлог једног од земаљских вођа
  - објављује на језицима свих савезних јединица законе које је донело пуно заседање АВНОј-а или само Председништво, са потписима председника и секретара Председништва

## Списак чланова

### 1943—1945.
Председништво АВНОЈ-а изабрано на Другом заседању АВНОЈ-а, 29. новембра 1943. у Јајцу, бројало је укупно 63 људи, од чега — један председник, пет потпредседника, два секретара и 55 чланова. Ово Председништво функционисало је укупно 620 дана, до 9. августа 1945. када је на Трећем заседању АВНОЈ-а у Београду изабрано ново Председништво.
| Списак чланова Председништва АВНОЈ од 29. новембра 1943. до 9. августа 1945. | Списак чланова Председништва АВНОЈ од 29. новембра 1943. до 9. августа 1945. | Списак чланова Председништва АВНОЈ од 29. новембра 1943. до 9. августа 1945. | Списак чланова Председништва АВНОЈ од 29. новембра 1943. до 9. августа 1945. | Списак чланова Председништва АВНОЈ од 29. новембра 1943. до 9. августа 1945. | Списак чланова Председништва АВНОЈ од 29. новембра 1943. до 9. августа 1945. | Списак чланова Председништва АВНОЈ од 29. новембра 1943. до 9. августа 1945. | Списак чланова Председништва АВНОЈ од 29. новембра 1943. до 9. августа 1945. | Списак чланова Председништва АВНОЈ од 29. новембра 1943. до 9. августа 1945. |
| број                                                                         | име и презиме                                                                | године живота                                                                | функција                                                                     | област коју представља                                                       | политичка странка                                                            | наредно Председништво                                                        | напомена                                                                     | реф.                                                                         |
| ---------------------------------------------------------------------------- | ---------------------------------------------------------------------------- | ---------------------------------------------------------------------------- | ---------------------------------------------------------------------------- | ---------------------------------------------------------------------------- | ---------------------------------------------------------------------------- | ---------------------------------------------------------------------------- | ---------------------------------------------------------------------------- | ---------------------------------------------------------------------------- |
| 1                                                                            | Иван Рибар                                                                   | 1881—1968.                                                                   | председник                                                                   | Хрватска                                                                     | Демократска левица                                                           | да                                                                           |                                                                              |                                                                              |
| 2                                                                            | Антун Аугустинчић                                                            | 1900—1979.                                                                   | потпредседник                                                                | Хрватска                                                                     | независни                                                                    | не                                                                           |                                                                              |                                                                              |
| 3                                                                            | Марко Вујачић                                                                | 1889—1974.                                                                   | потпредседник                                                                | Црна Гора                                                                    | Земљорадничка странка                                                        | да                                                                           |                                                                              |                                                                              |
| 4                                                                            | Димитар Влахов                                                               | 1878—1953.                                                                   | потпредседник                                                                | Македонија                                                                   | КП Југославије                                                               | да                                                                           |                                                                              |                                                                              |
| 5                                                                            | Моша Пијаде                                                                  | 1890—1957.                                                                   | потпредседник                                                                | Србија                                                                       | КП Југославије                                                               | да                                                                           |                                                                              |                                                                              |
| 6                                                                            | Јосип Рус                                                                    | 1893—1985.                                                                   | потпредседник                                                                | Словенија                                                                    | независни                                                                    | да                                                                           |                                                                              |                                                                              |
| 7                                                                            | Радоња Голубовић                                                             | 1906—1984.                                                                   | секретар                                                                     | Црна Гора                                                                    | КП Југославије                                                               | не                                                                           |                                                                              |                                                                              |
| 8                                                                            | Родољуб Чолаковић                                                            | 1900—1983.                                                                   | секретар                                                                     | Босна и Херцеговина                                                          | КП Југославије                                                               | да                                                                           |                                                                              |                                                                              |
| 9                                                                            | Јакоб Авшич                                                                  | 1896—1978.                                                                   | члан                                                                         | Словенија                                                                    | независни                                                                    | не                                                                           |                                                                              |                                                                              |
| 10                                                                           | Методије Андонов                                                             | 1902—1957.                                                                   | члан                                                                         | Македонија                                                                   | независни                                                                    | не                                                                           |                                                                              |                                                                              |
| 11                                                                           | Михаило Апостолски                                                           | 1906—1987.                                                                   | члан                                                                         | Македонија                                                                   | КП Југославије                                                               | да                                                                           |                                                                              |                                                                              |
| 12                                                                           | Спасенија Цана Бабовић                                                       | 1907—1977.                                                                   | члан                                                                         | Србија                                                                       | КП Југославије                                                               | да                                                                           |                                                                              |                                                                              |
| 13                                                                           | Владимир Бакарић                                                             | 1912—1983.                                                                   | члан                                                                         | Хрватска                                                                     | КП Југославије                                                               | да                                                                           |                                                                              |                                                                              |
| 14                                                                           | Франце Бевк                                                                  | 1890—1970.                                                                   | члан                                                                         | Словенија                                                                    | независни                                                                    | да                                                                           |                                                                              |                                                                              |
| 15                                                                           | Милан Беловуковић Дева                                                       | 1894—1970.                                                                   | члан                                                                         | Србија                                                                       | КП Југославије                                                               | не                                                                           |                                                                              |                                                                              |
| 16                                                                           | Јосип Броз Тито                                                              | 1892—1980.                                                                   | члан                                                                         | Југославија                                                                  | КП Југославије                                                               | да                                                                           |                                                                              |                                                                              |
| 17                                                                           | Васо Бутозан                                                                 | 1902—1974.                                                                   | члан                                                                         | Босна и Херцеговина                                                          | КП Југославије                                                               | да                                                                           |                                                                              |                                                                              |
| 18                                                                           | Јосип Видмар                                                                 | 1895—1992.                                                                   | члан                                                                         | Словенија                                                                    | независни                                                                    | да                                                                           |                                                                              |                                                                              |
| 19                                                                           | Анте Вркљан                                                                  | 1899—1969.                                                                   | члан                                                                         | Хрватска                                                                     | Хрватска сељачка странка                                                     | не                                                                           |                                                                              |                                                                              |
| 20                                                                           | Сретен Вукосављевић                                                          | 1881—1960.                                                                   | члан                                                                         | Санџак                                                                       | независни                                                                    | не                                                                           |                                                                              |                                                                              |
| 21                                                                           | Павле Грегорић                                                               | 1892—1989.                                                                   | члан                                                                         | Хрватска                                                                     | КП Југославије                                                               | да                                                                           |                                                                              |                                                                              |
| 22                                                                           | Маца Гржетић                                                                 | 1910—1991.                                                                   | члан                                                                         | Хрватска                                                                     | КП Југославије                                                               | не                                                                           |                                                                              |                                                                              |
| 23                                                                           | Никола Груловић                                                              | 1888—1959.                                                                   | члан                                                                         | Војводина                                                                    | КП Југославије                                                               | не                                                                           |                                                                              |                                                                              |
| 24                                                                           | Милован Ђилас                                                                | 1911—1995.                                                                   | члан                                                                         | Црна Гора                                                                    | КП Југославије                                                               | да                                                                           |                                                                              |                                                                              |
| 25                                                                           | Сретен Жујовић                                                               | 1899—1976.                                                                   | члан                                                                         | Србија                                                                       | КП Југославије                                                               | да                                                                           |                                                                              |                                                                              |
| 26                                                                           | Влада Зечевић                                                                | 1903—1970.                                                                   | члан                                                                         | Србија                                                                       | Демократска странка                                                          | да                                                                           |                                                                              |                                                                              |
| 27                                                                           | Јосип Јерас                                                                  | 1891—1967.                                                                   | члан                                                                         | Словенија                                                                    | независни                                                                    | да                                                                           |                                                                              |                                                                              |
| 28                                                                           | Осман Карабеговић                                                            | 1911—1996.                                                                   | члан                                                                         | Босна и Херцеговина                                                          | КП Југославије                                                               | да                                                                           |                                                                              |                                                                              |
| 29                                                                           | Јевстатије Караматијевић                                                     | 1881—1948.                                                                   | члан                                                                         | Санџак                                                                       | Самостална демократска странка                                               | не                                                                           |                                                                              |                                                                              |
| 30                                                                           | Едвард Кардељ                                                                | 1910—1979.                                                                   | члан                                                                         | Словенија                                                                    | КП Југославије                                                               | да                                                                           |                                                                              |                                                                              |
| 31                                                                           | Војислав Кецмановић                                                          | 1881—1961.                                                                   | члан                                                                         | Босна и Херцеговина                                                          | Самостална демократска странка                                               | да                                                                           |                                                                              |                                                                              |
| 32                                                                           | Борис Кидрич                                                                 | 1912—1953.                                                                   | члан                                                                         | Словенија                                                                    | КП Југославије                                                               | да                                                                           |                                                                              |                                                                              |
| 33                                                                           | Иван Стево Крајачић                                                          | 1906—1986.                                                                   | члан                                                                         | Хрватска                                                                     | КП Југославије                                                               | да                                                                           |                                                                              |                                                                              |
| 34                                                                           | Вицко Крстуловић                                                             | 1905—1988.                                                                   | члан                                                                         | Хрватска                                                                     | КП Југославије                                                               | да                                                                           |                                                                              |                                                                              |
| 35                                                                           | Павао Крце                                                                   | 1890—1977.                                                                   | члан                                                                         | Хрватска                                                                     | Хрватска сељачка странка                                                     | не                                                                           |                                                                              |                                                                              |
| 36                                                                           | Хуснија Курт                                                                 | 1900—1959.                                                                   | члан                                                                         | Босна и Херцеговина                                                          | независни                                                                    | да                                                                           |                                                                              |                                                                              |
| 37                                                                           | Филип Лакуш                                                                  | 1888—1958.                                                                   | члан                                                                         | Хрватска                                                                     | Хрватска сељачка странка                                                     | да                                                                           |                                                                              |                                                                              |
| 38                                                                           | Воја Лековић                                                                 | 1912—1997.                                                                   | члан                                                                         | Санџак                                                                       | КП Југославије                                                               | не                                                                           |                                                                              |                                                                              |
| 39                                                                           | Љубо Леонтић                                                                 | 1887—1973.                                                                   | члан                                                                         | Хрватска                                                                     | Самостална демократска странка                                               | не                                                                           |                                                                              |                                                                              |
| 40                                                                           | Франц Лескошек                                                               | 1897—1983.                                                                   | члан                                                                         | Словенија                                                                    | КП Југославије                                                               | да                                                                           |                                                                              |                                                                              |
| 41                                                                           | Божидар Маговац                                                              | 1908—1955.                                                                   | члан                                                                         | Хрватска                                                                     | Хрватска сељачка странка                                                     | не                                                                           |                                                                              |                                                                              |
| 42                                                                           | Анте Мандић                                                                  | 1881—1959.                                                                   | члан                                                                         | Хрватска                                                                     | независтан                                                                   | не                                                                           |                                                                              |                                                                              |
| 43                                                                           | Момчило Марковић                                                             | 1912—1992.                                                                   | члан                                                                         | Србија                                                                       | КП Југославије                                                               | не                                                                           |                                                                              |                                                                              |
| 44                                                                           | Метод Микуж                                                                  | 1909—1982.                                                                   | члан                                                                         | Словенија                                                                    | независтан                                                                   | да                                                                           |                                                                              |                                                                              |
| 45                                                                           | Нико Миљанић                                                                 | 1892—1957.                                                                   | члан                                                                         | Црна Гора                                                                    | независтан                                                                   | да                                                                           |                                                                              |                                                                              |
| 46                                                                           | Владимир Назор                                                               | 1876—1949.                                                                   | члан                                                                         | Хрватска                                                                     | независтан                                                                   | да                                                                           |                                                                              |                                                                              |
| 47                                                                           | Благоје Нешковић                                                             | 1907—1984.                                                                   | члан                                                                         | Србија                                                                       | КП Југославије                                                               | да                                                                           |                                                                              |                                                                              |
| 48                                                                           | Станко Опачић                                                                | 1903—1994.                                                                   | члан                                                                         | Хрватска                                                                     | КП Југославије                                                               | да                                                                           |                                                                              |                                                                              |
| 49                                                                           | Никола Петровић                                                              | 1910—1997.                                                                   | члан                                                                         | Војводина                                                                    | КП Југославије                                                               | не                                                                           |                                                                              |                                                                              |
| 50                                                                           | Коча Поповић                                                                 | 1908—1992.                                                                   | члан                                                                         | Србија                                                                       | КП Југославије                                                               | не                                                                           |                                                                              |                                                                              |
| 51                                                                           | Владо Поп Томов                                                              | 1890—1952.                                                                   | члан                                                                         | Македонија                                                                   | Бугарска радничка партија                                                    | не                                                                           | касније напустио                                                             |                                                                              |
| 52                                                                           | Александар Прека                                                             | 1897—1991.                                                                   | члан                                                                         | Босна и Херцеговина                                                          | Хрватска сељачка странка                                                     | не                                                                           |                                                                              |                                                                              |
| 53                                                                           | Раде Прибићевић                                                              | 1896—1953.                                                                   | члан                                                                         | Хрватска                                                                     | Самостална демократска странка                                               | да                                                                           |                                                                              |                                                                              |
| 54                                                                           | Ђуро Пуцар                                                                   | 1899—1979.                                                                   | члан                                                                         | Босна и Херцеговина                                                          | КП Југославије                                                               | да                                                                           |                                                                              |                                                                              |
| 55                                                                           | Александар Ранковић                                                          | 1909—1983.                                                                   | члан                                                                         | Србија                                                                       | КП Југославије                                                               | да                                                                           |                                                                              |                                                                              |
| 56                                                                           | Владислав Рибникар                                                           | 1900—1955.                                                                   | члан                                                                         | Србија                                                                       | независтан                                                                   | да                                                                           |                                                                              |                                                                              |
| 57                                                                           | Јосип Смодлака                                                               | 1969—1956.                                                                   | члан                                                                         | Хрватска                                                                     | независни                                                                    | не                                                                           |                                                                              |                                                                              |
| 59                                                                           | Златан Сремец                                                                | 1898—1971.                                                                   | члан                                                                         | Хрватска                                                                     | Хрватска сељачка странка                                                     | да                                                                           |                                                                              |                                                                              |
| 60                                                                           | Петар Стамболић                                                              | 1912—2007.                                                                   | члан                                                                         | Србија                                                                       | КП Југославије                                                               | да                                                                           |                                                                              |                                                                              |
| 61                                                                           | Лука Стевић                                                                  | 1887—1971.                                                                   | члан                                                                         | Србија                                                                       | Земљорадничка странка                                                        | не                                                                           |                                                                              |                                                                              |
| 62                                                                           | Мухамед Суџука                                                               | 1905—1970.                                                                   | члан                                                                         | Босна и Херцеговина                                                          | Југословенска муслиманска организација                                       | не                                                                           | искључен из чланства                                                         |                                                                              |
| 63                                                                           | Тоне Фајфар                                                                  | 1913—1981.                                                                   | члан                                                                         | Словенија                                                                    | независтан                                                                   | да                                                                           |                                                                              |                                                                              |
| 64                                                                           | Фране Фрол                                                                   | 1899—1989.                                                                   | члан                                                                         | Хрватска                                                                     | Хрватска сељачка странка                                                     | да                                                                           |                                                                              |                                                                              |
| 65                                                                           | Андрија Хебранг                                                              | 1899—1949.                                                                   | члан                                                                         | Хрватска                                                                     | КП Југославије                                                               | да                                                                           |                                                                              |                                                                              |

      Чланови Председништва АВНОЈ који нису присуствовали Другом заседању АВНОЈ-а у Јајцу

### 1945.
Председништво АВНОЈ-а изабрано на Трећем заседању АВНОЈ-а, 9. августа 1945. у Београду, бројало је укупно 78 људи, од чега — један председник, шест потпредседника, два секретара и 69 чланова. Задњег дана заседања, 10. августа Антифашистичко веће народног ослобођења Југославије прерасло је у Привремену народну скупштину Демократске Федеративне Југославије (ДФЈ), а њено Председништво у Председништво Привремене народне скупштине. Постојало је укупно 115 дана, до 1. децембра 1945. када је на заседању Уставотворне скупштине ДФЈ изабрано Председништво Уставотворне скупштине, које је након доношења Устава ФНРЈ 31. јануара 1946. преименовано у Президијум Народне скупштине ФНРЈ.
- Списак чланова Председништва АВНОЈ-а изабраних 9. августа 1945. године.